# Rittergut Auerswalde

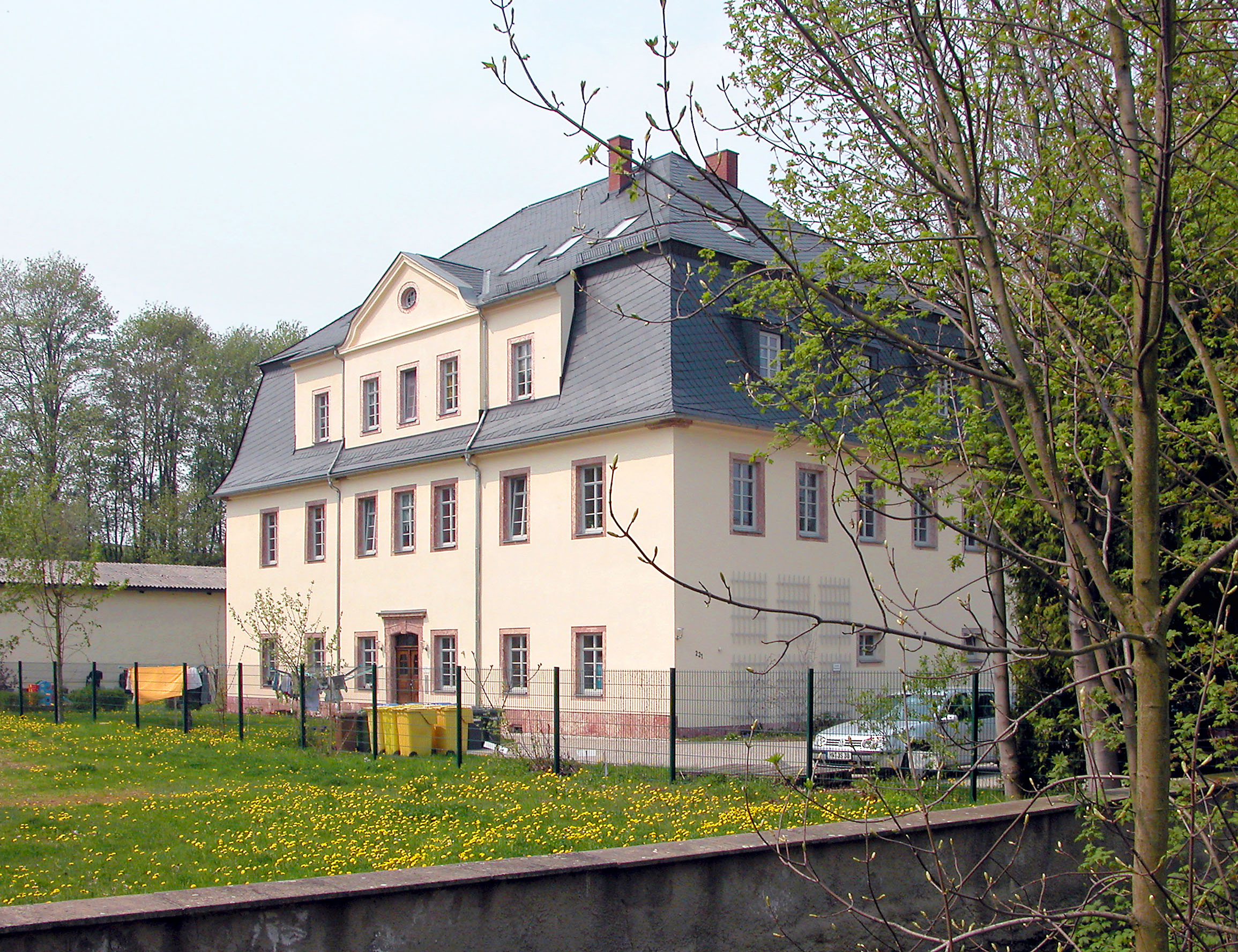
Herrenhaus des Rittergutes Auerswalde (2006)

Das Rittergut Auerswalde ist ein früheres Rittergut im Ortsteil Auerswalde der sächsischen Gemeinde Lichtenau im Landkreis Mittelsachsen. Das ehem. Herrenhaus steht unter Denkmalschutz und wird heute privat als Mehrfamilienhaus genutzt. Der Wirtschaftshof wird von der Gemeinde Lichtenau als Bauhof genutzt.

## Geographische Lage
Das Rittergut Auerswalde liegt in einer sanftmuldigen wald- und gehölzarmen Lösslandschaft, die sich nordwärts ausdehnt, ca. sechs Kilometer nördlich vom Stadtzentrum von Chemnitz sowie etwa acht Kilometer westlich von Frankenberg/Sa. entfernt.

## Geschichte
Ein Herrensitz in Auerswalde wird 1248 erstmals urkundlich erwähnt und gehörte damit zu den ältesten im heutigen Freistaat Sachsen. Auf dem Gelände des heutigen Gutshauses Auerswalde befinden sich vermutlich noch Reste der alten Burganlage. Dies wurde im Jahr 1445 als Rittersitz und seit 1551 als Rittergut erwähnt. 1724 erhielt das Rittergut Auerswalde seine Kanzleischriftsäßigkeit und konnte dadurch direkt mit dem kurfürstlichen Hof in Dresden korrespondieren. Es besaß bis 1855 die Patrimonialgerichtsbarkeit über Auerswalde und das benachbarte Garnsdorf, die dann an das Landgericht Mittweida überging.
Es wird angenommen, dass Auerswalde der Stammsitz der gleichnamigen Adelsfamilie von Auerswalde ist. 1596 ging das Mannlehnrittergut an die Familie von Schönberg über. Caspar Rudolph von Schönberg starb 1629 als kursächsischer Oberlandfischmeister und hinterließ das Rittergut seiner Witwe, einer Geborenen von Schönberg aus dem Hause Limbach († 1697). Diese schloss mit dem unverheirateten Bruder ihres verstorbenen Mannes einen Vertrag, in dessen Folge Auerswalde an ihre Tochter, verheiratet an Adam Heinrich von Köttwitz, übertragen wurde, die im Jahre 1684 in dessen Besitz trat. Adam Heinrich von Köttwitz starb 1700 und hinterließ einen unmündigen Sohn, der Auerswalde im Jahre 1708 an Georg Dietrich von Schönberg auf Mittelfrohna verkaufte. Von diesem wiederum erwarb der Geheime Kabinettsminister Graf Christian Heinrich von Watzdorf im Jahre 1726 für 26.000 Taler das Rittergut Auerswalde. 1772 wurden die Vitzthums von Eckstädt im Zuge der Erbfolge neue Gutsbesitzer, die 1945 durch die Bodenreform in der Sowjetischen Besatzungszone entschädigungslos enteignet wurden.
In der Deutschen Demokratischen Republik wurde das Herrenhaus als Wohnhaus für mehrere Familien, Kindergarten und Bibliothek genutzt. 2001 erfolgte die Reprivatisierung mit anschließender Sanierung.

## Patrimonialgericht
Das Rittergut Auerswalde war bis zum 10. Oktober 1853 Patrimonialgericht. An diesem Tag ging seine Gerichtsbarkeit auf das neu gegründete Königliche Landgericht Mittweida über.